# لوازم خانگی

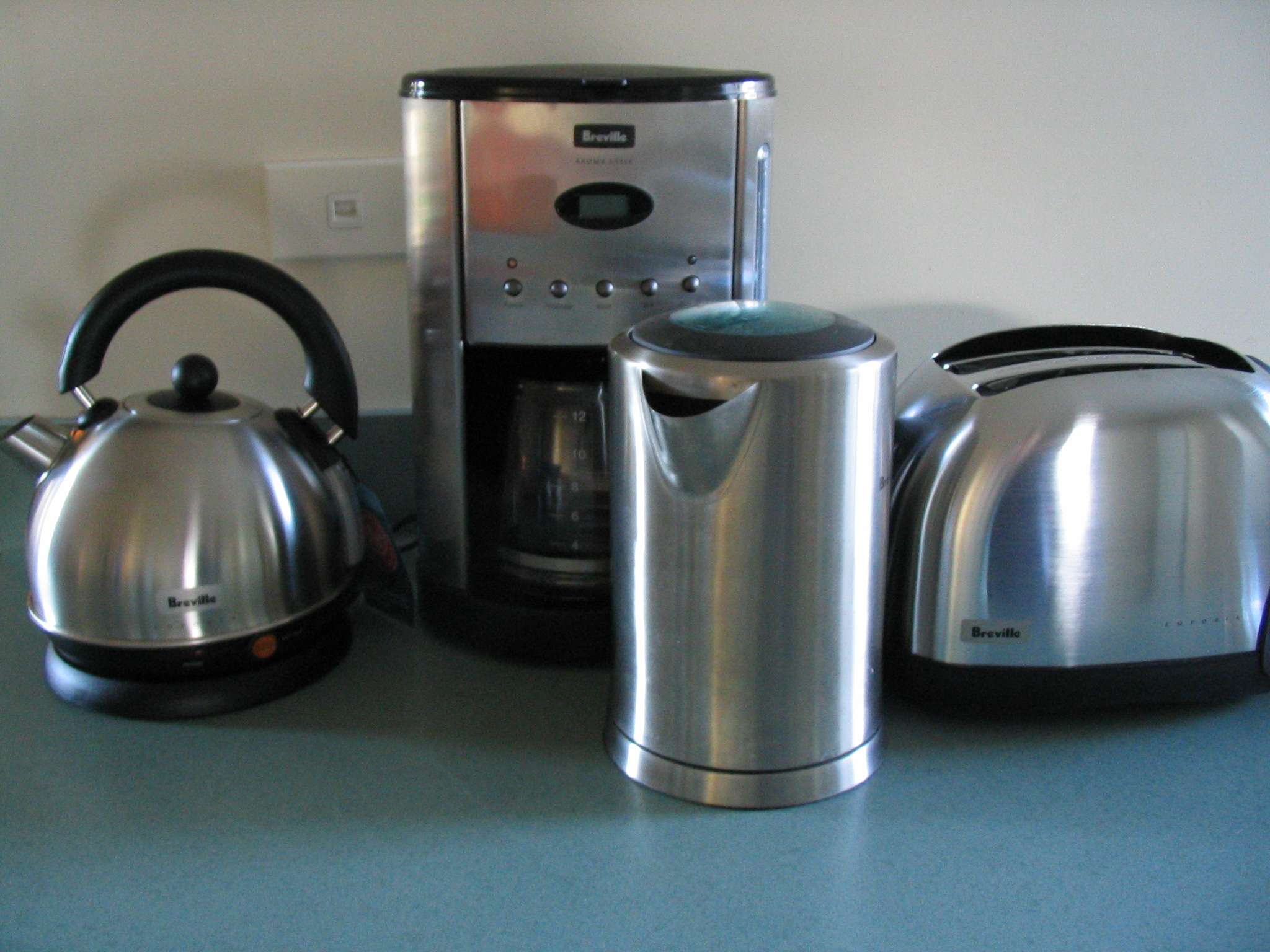
شماری از لوازم خانگی پرکاربرد

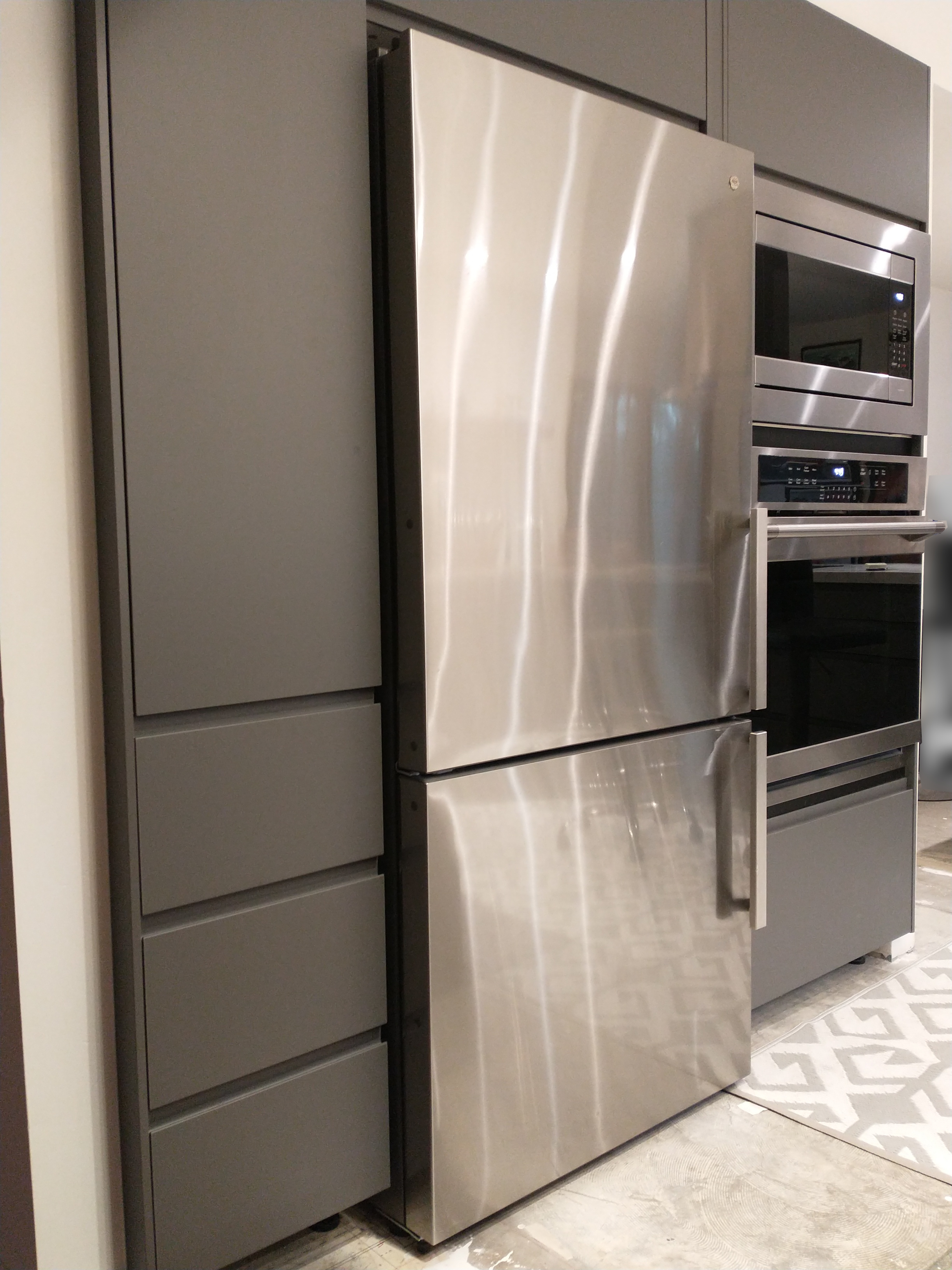
نمونه‌ای از لوازم خانگی اصلی در یک آشپزخانه

لوازم خانگی، دستگاه‌هایی هستند که کارهای روزانهٔ خانه‌داری را آسان‌تر می‌کنند. آن‌ها زندگی انسان را دگرگون کرده‌اند و بهبود بهداشت و خوراک همگانی را در پی داشته‌اند. برخی از گونه‌های وسایل خانگی مانند چراغ خوراک‌پزی، یخچال، فریزر، چرخ گوشت، مخلوط‌کن و مایکروفر، برای تهیه و نگهداری غذا در آشپزخانه به کار می‌روند. از برخی دیگر، مانند ماشین لباس‌شویی، رخت‌خشک‌کن، ماشین ظرف‌شویی و جاروبرقی، برای تمیزکاری بهره می‌گیرند و از برخی برای سرگرمی بهره‌برداری می‌شود مانند تلویزیون. برخی از لوازم خانگی برقی هستند و برخی دیگر غیر برقی.

## گونه‌ها
لوازم خانگی ممکن است به دسته‌های "لوازم کوچک " و "لوازم اصلی" تقسیم شوند.
- لوازم کوچک به لوازمی گفته می‌شود که سایز کوچک دارند و جابجایی آن‌ها آسان‌تر است.
- لوازم اصلی بیشتر لوازم خانگی را شامل می‌شوند که اندازه بزرگتری دارند.

در کالاهای کوچک طراحی به‌طور سنتی با چوب،فلز یا پلاستیک ساخته شده‌اند که این موارد هم‌اکنون کمیاب هستند، اما در کالاهای اصلی معمولاً از رنگ روشن و یا طراحی زیبا استفاده شده‌اند و هنوز هم بسیاری از آنها وجود دارد.
این تقسیم‌بندی در بخش خدمات و تعمیرات این گونه محصولات نیز محسوس است. کالاهای کوچک معمولاً به دانش و مهارت فنی بالایی نیاز دارند (که با گذشت زمان پیچیده‌تر می شوند، مانند لحیم‌کاری)، در حالی که برای تعمیر کالاهای اصلی به دستگاه‌ها و فناوری‌های نوین بیشتری "مهارت تخصصی" نیازمند است.
انواع جدید لوازم خانگی، لوازم خانگی هوشمند است. تلویزیون های هوشمند، ماشین لباسشویی هوشمند، جاروبرقی رباتیک، اسپرسوساز هوشمند، چای ساز هوشمند، برخی از اقلام لوازم خانگی هستند که هوشمند شده اند تا خانه های هوشمند را تکمیل کنند.

## چرخه زندگی
چرخه زندگی، در هرکدام از لوازم خانگی گوناگون است. برای یک ماشین رخت‌شویی، تا ۲۱ سال، ظرف‌شویی تا ۲۲ سال و برای یخچال‌ها تا ۳۰ سال نیز پیش‌بینی شده‌است.